# 蒙馬特公墓
蒙馬特公墓（法語：Cimetière de Montmartre）與拉雪茲神父公墓、蒙帕納斯公墓並列，是法國巴黎的三大公墓之一，位在巴黎十八區。
1786年，為維護巴黎的環境衛生和居民的健康，法王下令關閉聖嬰公墓，自此巴黎市全面禁止設立公墓。19世紀初期，新的公墓在首都專區外落成，取代舊有巴黎公墓，即：北部的蒙馬特公墓、東部的拉雪茲神父公墓、西部的帕西公墓以及南部的蒙帕納斯公墓。
新建的蒙馬特公墓座落在蒙馬特高地西側，近克利希廣場的科蘭古街。它蓋在地面下一座老舊廢棄沙石場的坑窪處，入口在瑞雪大街上。
蒙馬特公墓是許多曾在蒙馬特地區生活、創作的藝術家的安葬地。因此，它也是著名的觀光景點，時有遊客慕名前來。其中，最多遊客探訪的是傳奇女伶黛莉達的墓地，也擁有最多獻花。她的墓前豎立了一座等身比例的雕像。

## 安葬名人

### A
- 阿道夫·亞當（1803年－1856年），作曲家。
- 查爾斯-瓦倫丹·阿爾堪（1813年－1888年），作曲家。
- 安德烈-瑪麗·安培（1775年－1836年），物理學家。電流國際單位安培即以其姓氏命名。
- 愛德華·法蘭索瓦·安德烈（Édouard François André）（1840年－1911年），景觀設計師。

### B
- 米歇爾·貝傑（Michel Berger）（1947年－1992年），作曲家、歌手。
- 埃克托·白遼士（1803年－1869年），作曲家。
- 梅拉妮·布里絲（Mélanie "Mel" Bonis）（1858年－1937年），作曲家。
- 莉莉·布朗熱（1893年－1918年），作曲家。
- 娜迪亞·布朗熱（1887年－1979年），作曲家。
- 維克多·布羅納（Victor Brauner）（1903年－1966年），畫家。

### C
- 安東·卡雷姆（Antoine Carême）（1784年－1833年），廚師，著名的高等料理發明人。
- 芬妮·賽利特（Fanny Cerrito）（1817年－1909年），義大利芭蕾女伶。
- 泰奧多爾·夏塞里奧（1819年－1856年），畫家。
- 亨利·喬治·克魯索（Henri-Georges Clouzot）（1907年－1977年），導演、編劇。

### D
- 黛莉達（Dalida）（1933年－1987年），出生於埃及的歌手、演員。
- 愛德加·竇加（1834年－1917年），畫家、雕塑家。
- 萊奧·德利伯 (1836年－1891年），作曲家。
- 拿瑟斯·維吉里歐·迪亞茲（Narcisse Virgilio Diaz）（1808年－1876年），巴比松畫派畫家。
- 馬克西姆·杜坎（Maxime Du Camp）（1822年－1894年），作家。
- 亞歷山大·仲馬（1824年－1895年），小說家、劇作家。
- 瑪麗·杜普蕾西絲（Marie Duplessis）（1824年－1847年），法國名交際花。

### F
- 尚·馬力·約瑟夫·費里尼（Jean Marie Joseph Farina）（1785年－1864年），古龍水製造商。
- 喬治·費度（Georges Feydeau）（1862年－1921年），美好年代的劇作家。
- 萊昂·傅科（1819年－1868年），科學家。
- 夏爾·傅立葉（1772年－1837年），烏托邦社會主義哲學家。
- 卡洛·弗雷德瑞克（Carole Fredericks）（1952年－2001年），非裔美國福音歌手。

### G
- 泰奧菲爾·戈蒂耶（1811年－1872年），詩人、小說家。
- 讓-里奧·傑洛姆（1824年－1904年），畫家。
- 愛德蒙·德·龔古爾（1822年－1896年），作家、出版商，龔古爾文學獎創辦人。
- 儒勒·德·龔古爾（Jules de Goncourt）（1830年－1870年），作家、出版商。
- 阿梅戴·哥帝尼（Amédée Gordini）（1899年－1979年），哥帝尼跑車製造商。
- 拉·古留（La Goulue)（1866年－1929年），本名露易絲·韋伯（Louise Weber），康康舞孃。（原本安葬於潘廷公墓）
- 讓-巴蒂斯特·格勒茲（1725年－1805年），藝術家。
- 呂西安·吉特里（Lucien Guitry）（1860年－1925年），演員。
- 薩沙·吉特里（Sacha Guitry）（1885年－1957年），演員、導演。

### H
- 雅克·弗洛蒙塔爾·阿萊維（1799年－1862年），作曲家。
- 海因里希·海涅（1797年－1856年），德國詩人。
- 夏克·伊克利斯·希托夫（Jacques Ignace Hittorff）（1792年－1867年），建築家。

### K
- 弗里德里希·卡爾克布雷納（1784年－1849年），鋼琴家、作曲家。
- 瑪麗·皮埃爾·柯尼希（1898年－1970年），自由法國元帥。
- 伯納德-瑪麗·戈爾德思（Bernard-Marie Koltès）（1948年－1989年），劇作家、導演。
- 約瑟夫·寇斯瑪（Joseph Kosma）（1905年－1969年），作曲家。

### N
- 瓦斯拉夫·弗米契·尼金斯基（1890年－1950年），俄羅斯芭蕾舞者。
- 阿道夫·努利（Adolphe Nourrit）（1802年－1839年），男高音。

### O
- 雅克·奧芬巴哈（1819年－1880年），德國裔法國作曲家。
- 喬治·俄內（Georges Ohnet）（1848年－1919年），作家。

### S
- Henri Sauguet (1901–1989), 作曲家
- 阿道夫·萨克斯 (1814–1894)，音乐家、發明家
- Ary Scheffer (1795–1858)，画家
- Philippe Paul de Ségur, Count of Ségur (1780–1873)，历史学家
- 克勞德·西蒙 (1913–2005)，小说家
- 尤利烏什·斯沃瓦茨基 (1809-1849)，波兰浪漫诗人
- 費爾南多·索爾 (1778–1839)，吉他手
- Alexandre Soumet (1788–1845)，诗人
- 司湯達 (Marie-Henri Beyle) (1783–1842)，作家
- 夏爾·亨利·桑松 (1739–1806)，路易十六的死刑刽子手

### Z
- 埃米爾·左拉（1840年－1902），作家。他的骨灰已於1908年移至先賢祠，但蒙馬特公墓的左拉家族墳墓上仍刻有埃米爾的名字。

## 外部連結
- （法文）蒙馬特公墓：地圖和安葬名人列表，巴黎市官方網站。
- （法文）蒙馬特公墓簡介，巴黎市官方網站。
- （英文）蒙馬特公墓 （页面存档备份，存于），Find A Grave。

48°53′16″N 2°19′49″E / 48.88778°N 2.33028°E